# 汉克·芬克尔
亨利·J·芬克尔（英語：Henry J. Finkel，1942年4月20日—），美国NBA联盟前职业篮球运动员。他在1966年的NBA选秀中第2轮第17顺位被洛杉矶湖人选中。